# Список депутатов Верховного Совета СССР 8-го созыва
Верховный совет СССР VIII созыва был избран 14 июня 1970, заседал с 1970 по 1974; Состав: 1517 депутатов — 750 членов Совета Союза, 767 членов Совета Национальностей.
| # А Б В Г Д Е Ё Ж З И К Л М Н О П Р С Т У Ф Х Ц Ч Ш Щ Э Ю Я |

## А
- Абакелия, Шукри Михайлович
- Абашидзе Григорий Григорьевич
- Абдолдинов, Тулеген
- Абдугулов, Капиза
- Абдуллаев Гасан Мамед Багир оглы
- Абдуллаева, Музаффара Абдугафаровна
- Абдуллаева, Рано Хабибовна
- Абдуллоев, Гафор
- Абдылдаканова, Уулгелди
- Абдыразаков, Кадыркул
- Абельман, Михаил Иосифович
- Абен, Айли Иоханновна
- Абенова, Мария Фёдоровна
- Аболтинь Павел Теодорович
- Авдюкевич Лонгин Иванович
- Авидзба, Анна Джировна
- Авраменко Степан Степанович
- Агаев, Ким Андреевич
- Адильшинов, Тобыл Мырзабаевич
- Азимова Халима
- Айба, Хакибей Кажевич
- Айтматов Чингиз Торекулович
- Айтмуратов Ережеп
- Айтуаров Жарылгап
- Айфельд, София Ивановна
- Акимбетова, Гайша Мустафиновна
- Акназаров Зекерия Шарафутдинович
- Акопян, Борис Хачатурович
- Аксёненко, Лидия Семёновна
- Аксёнов Александр Никифорович
- Акуленко, Василий Иванович
- Акулинцев Василий Кузьмич
- Алавердян, Зина Коляевна
- Александрова Галина Филипповна
- Алексеевский Евгений Евгеньевич
- Алиев, Гейдар Али Рза оглы
- Алиев, Иляс Самед оглы
- Алиев, Нажмудин Ахалович
- Алиев Энвер
- Алиева, Нарзиой
- Алимова, Клавдия Иосифовна
- Алиханов, Алихан Атаевич
- Алтунин Александр Терентьевич
- Алтымухамедов, Алламурад
- Амбарцумян Виктор Амазаспович
- Амелько, Николай Николаевич
- Амосов Николай Михайлович
- Ангрикова, Евдокия Даниловна
- Андреев Александр Никитович
- Андреева, Лилия Александровна
- Андропов, Юрий Владимирович
- Анненко, Михаил Ефимович
- Антипова, Антонина Алексеевна
- Антонов, Александр Иванович
- Антонов Алексей Константинович
- Антонов, Владимир Егорович
- Антонов Олег Константинович
- Антонов Сергей Фёдорович
- Антонова, Нина Николаевна
- Антосяк, Георгий Фёдорович
- Анюшина, Мария Михайловна
- Апряткин Семён Семёнович
- Аракелян, Еранос Маркарович
- Арбузов Борис Александрович
- Аргунов, Абубекир Дадимович
- Ардин, Владимир Иванович
- Ардула, Эндель Яанович
- Арсанбиев, Яраги
- Арсеньев, Александр Николаевич
- Артоболевский Иван Иванович
- Арутюнян, Нагуш Хачатурович
- Арутюнян, Асканаз Мкртичевич
- Арутюнян, Виктория Епремовна
- Арутюнян, Сильвард Ашотовна
- Асимов Мухамед Сайфитдинович
- Аскаров Асанбай Аскарулы
- Астайкин, Иван Павлович
- Астанков, Алексей Фёдорович
- Атаев, Байры
- Атаев, Кандым
- Аттоев, Салих Харунович
- Ауельбеков Еркин Нуржанович
- Афанасьев Сергей Александрович
- Ахмадалиев, Мамадали
- Ахмедов, Мухамметдурды
- Ахпашев, Вениамин Павлович
- Ахунова Турсуной
- Ачба, Мери Соломоновна
- Ашимов, Байкен Ашимович
- Ашуров, Мирсаид
- Аюбов, Хусен

## Б
- Бабаев, Атабай
- Бабаева, Лятифа Муслим кызы
- Бабакулиева, Амангуль
- Бабенко, Александр Иванович
- Багаев, Геннадий Никанорович
- Багаева Назират Константиновна
- Багдагюлян, Дезик Месроповна
- Багдасарян-Сарьян, Гегам Багдасарович
- Багиров, Аббас Мамедович
- Багомедов, Алибек
- Баграмян Иван Христофорович
- Бадакин, Василий Петпеевич
- Бадамянц, Георгий Арташесович
- Баджелидзе, Владимир Георгиевич
- Бадмаева, Цыбикжап Аюшиевна
- Бадраков, Танат Мукминович
- Бажукова, Лидия Федосеевна
- Базовский Владимир Николаевич
- Байбаков Николай Константинович
- Байрамов, Гаджи Ага Байрам Али оглы
- Баландин Анатолий Никифорович
- Баландин, Василий Андреевич
- Баланчивадзе Андрей Мелитонович
- Балашова, Светлана Степановна
- Балтаниязов, Усенбай
- Банетишвили, Ламара Захарьевич
- Банников Николай Васильевич
- Банников, Пётр Андреевич
- Барамидзе, Нарико Джевриевна
- Бараускене, Валерия Ионовна
- Баркан, Евгения Язеповна
- Бартулис, Антон Петрович
- Басиев, Олег Александрович
- Батицкий Павел Фёдорович
- Бахирев Вячеслав Васильевич
- Бегун, Людмила Петровна
- Бездетко Андрей Павлович
- Безносов Павел Александрович
- Бейбутов Рашид Маджид оглы
- Бекетова, Клавдия Егоровна
- Бектурганов Хасан Шайахметович
- Белик, Пётр Алексеевич
- Белкина, Валентина Михайловна
- Белоненко, Валентина Дмитриевич
- Белоножко Степан Ефимович
- Белуха Николай Андреевич
- Беман, Эльмар Карлович
- Бер, Александр Иванович
- Берзегов, Нух Асланчериевич
- Бердиев, Ходжаберды
- Бердиниязова, Айджамал
- Бердичевский Георгий Александрович
- Береговой Георгий Тимофеевич
- Бернотайте, Янина Юозовна
- Бесчастнов, Алексей Дмитриевич
- Бехтерева Наталья Петровна
- Бешимова, Джумагуль
- Бещев Борис Павлович
- Беэкман Владимир Эугенович
- Биешу Мария Лукьяновна
- Близоруков, Григорий Григорьевич
- Блохин Николай Николаевич
- Блюм, Виктор Адольфович
- Бобосадыкова, Гулджихон
- Богданов, Александр Васильевич
- Богданов, Фёдор Иванович
- Богданова, Гульниса Хаматнуровна
- Боголюбов Николай Николаевич
- Бодюл, Иван Иванович
- Бойко, Михаил Лукьянович
- Большухин, Василий Иванович
- Бондаренко, Валентина Ивановна
- Бондаренко Иван Афанасьевич
- Борисевич, Николай Александрович
- Борисенко, Николай Михайлович
- Борисов Александр Васильевич
- Боровских, Владимир Иванович
- Бородин Андрей Михайлович
- Бородин, Виктор Петрович
- Бородин Леонид Александрович
- Павел Дмитриевич Бородин
- Бородина, Ираида Андрияновна
- Бородюк, Зинаида Михайловна
- Боронбаева, Наталья Мамышевна
- Бортников, Фома Иванович
- Ботвин Александр Платонович
- Бочоидзе, Отар Семёнович
- Братченко Борис Фёдорович
- Брежнев, Леонид Ильич
- Бренцис, Леонтия Изидоровна
- Брехов Константин Иванович
- Бровка, Пётр Устинович
- Бронников, Юрий Петрович
- Брынцева, Мария Александровна
- Бубновский, Никита Дмитриевич
- Бугаев, Борис Павлович
- Будённый, Семён Михайлович
- Будкова, Анна Алексеевна
- Бузницкий, Александр Григорьевич
- Булахова, Анастасия Фёдоровна
- Булгаков Александр Александрович
- Бурашников, Борис Филиппович
- Бурмистров Фёдор Петрович
- Буров, Иван Михайлович
- Бутома Борис Евстафьевич
- Бухрашвили, Шота Ефремович
- Бухтоярова, Лидия Николаевна
- Буценина, Галина Сергеевна
- Быковский, Владимир Игнатьевич

## В
- Вадер Артур Павлович
- Вайшнорас, Ионас Ионо
- Вакула, Вера Ивановна
- Валеева, Алсу Ярулловна
- Валиханов, Агзам Валиханович
- Варданян, Степан Сукясович
- Вартанян, Артем Мисакович
- Варфоломеева, Агния Феоктистовна
- Василевская, Регина Адольфовна
- Васильев, Анатолий Алексеевич
- Васильев Николай Фёдорович
- Васькова, Нина Александровна
- Васягин Семён Петрович
- Ватченко Алексей Федосеевич
- Вахтангадзе, Медея Фоминична
- Ващенко Григорий Иванович
- Везиров Абдул-Рахман Халил оглы
- Векуа Илья Несторович
- Велигурин Дмитрий Алексеевич
- Велиев, Кудрат Осман оглы
- Веллеару, Вера Васильевна
- Вердыш, Мария Степановна
- Вереникина, Валентина Григорьевна
- Весёлов, Семён Михайлович
- Викторова, Екатерина Васильевна
- Виндзола, Эдите Рудольфовна
- Виштак, Степанида Демидовна
- Власенко, Василий Прокофьевич
- Власенко, Николай Тимофеевич
- Возиков, Василий Григорьевич
- Возная, Зинаида Петровна
- Воинов, Николай Семёнович
- Волков Александр Петрович
- Волкова, Мария Ивановна
- Воронов Геннадий Иванович
- Вороновский Николай Анатольевич
- Воронцева Мария Константиновна
- Воротников Виталий Иванович
- Восс Август Эдуардович
- Всеволожский Михаил Николаевич
- Вунк, Арнольд Артурович
- Вшивцева, Раиса Михайловна
- Высоцкий, Александр Степанович
- Вяльяс Вайно Иосипович

## Г
- Гаврилов, Александр Григорьевич
- Гагарин, Юрий Алексеевич
- Гаджалиева, Миная Мамедали кызы
- Гадоева, Мамура Кудратовна
- Гаипов Рузмет Гаипович
- Гайворонская, Феодосия Ивановна
- Гайворонцев Иван Петрович
- Гайрбеков, Муслим Гайрбекович
- Галаджян, Оскег Арменаковна
- Галаншин Константин Иванович
- Галенко Иосиф Афанасьевич
- Галин, Фаниль Баянович
- Галстян, Спартак Айкарамович
- Галушка, Дмитрий Фёдорович
- Гамзатов Расул Гамзатович
- Гапуров Мухамедназар Гапурович
- Гарбузов Василий Фёдорович
- Гарибджанян, Людвиг Папикович
- Гасанова, Залхай Махмуд кызы
- Гасанова Шамама Махмудалы кызы
- Гаспарян, Гоар Микаеловна
- Гатикоев, Алексей Константинович
- Гаффарова, Мухтарам
- Гаямян, Исмаил Самсонович
- Гвоздев Виктор Александрович
- Гелашвили, Важа Лукич
- Гелашвили, Дмитрий Леванович
- Георгадзе, Михаил Порфирьевич
- Георгиев Александр Васильевич
- Герасимов, Константин Михайлович
- Гетман, Андрей Лаврентьевич
- Гилашвили Павел Георгиевич
- Гисматуллина, Фатыма Набиевна
- Гиталов Александр Васильевич
- Гиясов, Джалал
- Гладкая, Мария Васильевна
- Гладчук, Антонина Фёдоровна
- Гликас, Костас Якубович
- Глотов, Алексей Андреевич
- Глушко, Валентин Петрович
- Глушков, Виктор Михайлович
- Гнатович, Михаил Иванович
- Гненый, Пётр Демидович
- Гогитидзе, Кето Ахмедовна
- Гогоберишвили, Екатерина Шалвовна
- Гогочури, Нина Алексеевна
- Голдин Николай Васильевич
- Головин Владимир Александрович
- Голубина, Фаина Григорьевна
- Гольцова, Антонина Игнатьевна
- Гончар Александр Терентьевич
- Горбач, Анатолий Петрович
- Горбачёв, Михаил Сергеевич
- Горбаченко, Людмила Ильинична
- Горбова, Валентина Сергеевна
- Гордеева, Людмила Тимофеевна
- Горегляд, Алексей Адамович
- Горинов, Трофим Иосифович
- Горкин, Александр Фёдорович
- Горлов, Михаил Фёдорович
- Городовиков Басан Бадьминович
- Горулин, Иннокентий Яковлевич
- Горчаков, Пётр Андреевич
- Горшков, Аким Васильевич
- Горшков Сергей Георгиевич
- Горячев Фёдор Степанович
- Греков, Василий Константинович
- Гречко, Андрей Антонович
- Грива, Владимир Иванович
- Григоренко, Алексей Семёнович
- Гридасов, Дмитрий Матвеевич
- Гримашаускене, Емилия Адомовна
- Гришин, Виктор Васильевич
- Гришин Константин Николаевич
- Гришин, Пётр Иванович
- Гришманов Иван Александрович
- Грищенкова, Валентина Константиновна
- Громова, Любовь Сергеевна
- Громыко, Андрей Андреевич
- Гросул, Яким Сергеевич
- Грушецкий, Иван Самойлович
- Гудков Александр Фёдорович
- Гуженко, Тимофей Борисович
- Гузенко Парфентий Васильевич
- Гуменюк-Грицай, Пётр Анисимович
- Гурбангелдиев, Мавы
- Гусейнов, Аслан Ага Гусейн оглы
- Гусейнова, Зулейха Исмаил кызы
- Гусейнова, Рафига Гасан кызы
- Гусенков Пётр Васильевич
- Густов Иван Степанович
- Гучетль, Мариет Хасановна
- Гыртопан, Александра Дмитриевна

## Д
- Дабашинскене, Домининка Юозо
- Дабедина, Валентина Михайловна
- Давитадзе, Леван Михайлович
- Давляткадамов Хушкадам
- Давыдов, Василий Петрович
- Дамаев, Курбан Мугутиновнч
- Данилина, Надежда Дмитриевна
- Данилов, Михаил Михайлович
- Данковцев Александр Георгиевич
- Данченко, Алексей Евгеньевич
- Дараселия, Михаил Константинович
- Девятова, Альбина Александровна
- Дегтярёв Владимир Иванович
- Деляев, Александр Нефодьевич
- Дементьев Пётр Васильевич
- Демиденко Василий Петрович
- Демиденко Ефросиния Афанасьевна
- Дёмин, Юрий Васильевич
- Дёмина, Валентина Михайловна
- Дёмина, Тамара Павловна
- Демичев Пётр Нилович
- Денисова, Валентина Михайловна
- Деньщиков, Пётр Иосифович
- Дергабузова, Валентина Васильевна
- Джаббарова, Айбиби
- Джавахишвили Гиви Димитриевич
- Джалалов, Маннап
- Джалилов, Анвар Ниязович
- Джаманова, Роза Умбетовна
- Джапаров, Сарбагыш Есинбаевич
- Джафар-заде, Сурид Рзаевич
- Джебраилова, Нурия Узеир кызы
- Джиоев, Коста Каргоевич
- Джулакидзе, Нодар Вениаминович
- Джумаев, Акмурад
- Джуссоев, Георгий Николаевич
- Дзамукашвили, Нодар Ильич
- Дзгоев, Еруслан Еламурзаевич
- Дзидзария, Георгий Алексеевич
- Дзоценидзе, Георгий Самсонович
- Диасамидзе, Кето Абдуловна
- Длимбетов, Уразбай
- Дмитрачкова, Раиса Ивановна
- Дмитриева, Валентина Владимировна
- Добрик, Виктор Фёдорович
- Добриогло, Илья Христофорович
- Доброва, Вера Николаевна
- Добровольскис, Пранцишкус-Станисловас Пранцишкович
- Добрынин, Алексей Иванович
- Довгаль, Татьяна Андреевна
- Довженко Анна Денисовна
- Довидайтис, Юозас Юозо
- Додобаева, Махфират
- Доенин Василий Николаевич
- Долгих Владимир Иванович
- Донских, Нина Петровна
- Дорджи-Гаряев, Александр Музаевич
- Дорохова, Майя Стефановна
- Драганюк, Кирилл Алексеевич
- Дронова, Мария Александровна
- Дрыгин Анатолий Семёнович
- Дубинин, Виталий Иванович
- Дудаль, Михаил Степанович
- Дудин, Юрий Иванович
- Дудник, Тамара Семёновна
- Дурдыев, Карли
- Дымшиц, Вениамин Эммануилович
- Дьеур, Михаил Филиппович
- Дьяков, Юрий Николаевич
- Дьяченко, Нина Михайловна

## Е
- Евдокименко, Георгий Степанович
- Евдокимова, Антонина Николаевна
- Евтушенко, Иван Васильевич
- Егизбаев Косай Алекулович
- Егоров, Иван Трифонович
- Егорова, Валентина Ильинична
- Ежевский Александр Александрович
- Екимов, Евгений Гаврилович
- Елеубаев, Серик
- Елистратов Пётр Матвеевич
- Елютин Вячеслав Петрович
- Епишев, Алексей Алексеевич
- Епремян, Лена Акоповна
- Еремей, Григорий Исидорович
- Ерёменко, Андрей Иванович
- Еркович, Галина Васильевна
- Ермаков, Иван Михайлович
- Ермилов, Виктор Васильевич
- Ермин Лев Борисович
- Есенов, Шахмардан
- Ескараев Ажихан
- Ефимов, Павел Иванович
- Ефремов Михаил Тимофеевич
- Ештокин Афанасий Фёдорович

## Ж
- Жаксыбаев, Наби Кульчаманович
- Жалсараев, Андрей Иннокентьевич
- Жамсаранова, Зоя Шоймполовна
- Жангериева, Нина Сутовна
- Жаныгулова, Шайыркул
- Жебрунова, Нина Ивановна
- Желнин, Леонид Васильевич
- Жигалин, Владимир Фёдорович
- Жигачёв, Владимир Яковлевич
- Жирков, Семён Гаврильевич
- Жуков, Анатолий Борисович
- Жуков, Борис Иванович
- Жуков, Георгий Александрович
- Журавлёва, Евгения Александровна
- Журин, Николай Иванович
- Жусупова, Казына

## З
- Завацкая, Раиса Ивановна
- Завтур, Ольга Никифоровна
- Загидова, Василя Алы кызы
- Заевская, Нина Николаевна
- Заец, Анастасия Васильевна
- Заидов, Миргияс Аббасович
- Заидов, Хамид
- Зайнидинов, Файзидин
- Зайцев Михаил Васильевич
- Зайченко, Георгий Васильевич
- Зайченко, Семён Яковлевич
- Закариадзе, Серго Александрович
- Залиев Есенжол Залиевич
- Залуцкая, Тамара Егоровна
- Замятин, Леонид Митрофанович
- Захаренко, Ульяна Платоновна
- Захаров, Матвей Васильевич
- Зверев Алексей Ильич
- Зверев Сергей Алексеевич
- Зейналова, Назиха Джафар кызы
- Зернова, Клавдия Гавриловна
- Зимянин, Михаил Васильевич
- Зитманис, Август Карлович
- Золотарёв, Аркадий Поликарпович
- Золотухин Григорий Сергеевич
- Зосим, Екатерина Эммануиловна
- Зубарев, Геннадий Васильевич
- Зубенко, Александра Иосифовна
- Зубов, Алексей Семёнович
- Зубченко, Валентина Дмитриевна
- Зудин, Александр Николаевич
- Зуев, Владимир Евсеевич
- Зуева, Александра Яковлевна
- Зуева, Зинаида Васильевна
- Зулуева, Сайкал

## И
- Ибрагимов, Али Измаилович
- Ибрагимов, Исмаил Али оглы
- Ибрагимов, Магомед Магомедович
- Ибрагимов Мирза Аждар оглы
- Ибрагимова, Мукархон
- Ибрагимова, Рагиля Адигезал кызы
- Ибраева, Камкаш Алтаевна
- Ибраимов, Султан Ибраимович
- Иванникова, Мария Сергеевна
- Иванов, Борис Петрович
- Иванова, Римма Андреевна
- Иванова, Розалия Семёновна
- Ивановский, Евгений Филиппович
- Ивашутин, Пётр Иванович
- Иващенко, Галина Васильевна
- Иващук, Дмитрий Иванович
- Игнатенко, Валентина Ивановна
- Икаев, Маирбек Сидамонович
- Иксанов, Мустахим Белялович
- Ильин, Александр Дмитриевич
- Ильницкий, Юрий Васильевич
- Ильяшенко, Кирилл Фёдорович
- Имашев, Саттар Нурмашевич
- Имралиев, Сардар Мамед оглы
- Инаури, Алексей Николаевич
- Ипатов, Виктор Иванович
- Иркаев, Николай Лазаревич
- Исаакян, Вера Арташовна
- Исаев, Василий Яковлевич
- Исаев, Серафим Иванович
- Исанин, Николай Никитич
- Искандарова, Булбуль
- Искандарова, Ханифа Сиражевна
- Исмаилова, Рамиза Зульфугар кызы
- Ишков, Александр Акимович
- Ишмуратов, Нарбай
- Ищенко, Александр Иванович

## К
- Кабалевский Дмитрий Борисович
- Кабалоев Билар Емазаевич
- Кавун, Василий Михайлович
- Кадагидзе, Григорий Ильич
- Кадыров, Касым
- Казак, Виктор Дмитриевич
- Казакова, Сабинисо
- Казакуль, Людмила Михайловна
- Казанец, Иван Павлович
- Казиева, Хамис Абдусаламовна
- Казокевичюс, Ионас Антанович
- Кайрис, Ксаверас Костович
- Какава, Мери Михайловна
- Калатозова, Анна Георгиевна
- Калашников, Михаил Тимофеевич
- Калейкин, Валерий Геннадиевич
- Калинин, Василий Григорьевич
- Калинин, Геннадий Николаевич
- Калинина Ида Павловна
- Калласте, Хейно Петрович
- Калмыков Валерий Дмитриевич
- Калугин, Геннадий Сергеевич
- Кальченко Никифор Тимофеевич
- Калюжная, Мария Павловна
- Камалов Каллибек
- Камалова, Нурсулу
- Камалова, Хадия Зайнулловна
- Кан, Анатолий
- Кандрёнков, Андрей Андреевич
- Капаров Мирза Кулматович
- Капитонов Иван Васильевич
- Капленко, Василий Фёдорович
- Капуста, Майя Никитична
- Караваев Георгий Аркадьевич
- Караев Кара Абульфаз оглы
- Каракеев, Курман-Гали
- Карапетян, Гегецик Артюшевна
- Карева, Валентина Антоновна
- Карлов Владимир Алексеевич
- Карпенко, Жанна Дмитриевна
- Касатонов Владимир Афанасьевич
- Касиева, Зайнап Закариевна
- Касимов, Самед Алиашраф оглы
- Касымова, Адолат Тимуровна
- Касьяненко, Фёдор Дмитриевич
- Катков, Владимир Иванович
- Каткова, Валентина Васильевна
- Катушев Константин Фёдорович
- Каулиньш Эдгарс Мартынович
- Кахаров Абдулахад Кахарович
- Кеёрна, Арно Артурович
- Келдыш Мстислав Всеволодович
- Керимов Али Хабиб оглы
- Керимов, Гасан Рза оглы
- Керимов, Мансыр Паша оглы
- Керимова Сурая Абаскулу кызы
- Кешоков, Алим Пшемахович
- Киженцев, Николай Андрианович
- Кижнерова, Зинаида Петровна
- Кикнадзе, Шалва Давидович
- Киракосян, Максим Османович
- Киргизова, Татьяна Ивановна
- Кириленко Андрей Павлович
- Кириллин Владимир Алексеевич
- Кириллова, Валентина Николаевна
- Кириллова, Мария Ивановна
- Кириченко Николай Карпович
- Киркилас, Юозас Винцович
- Киселёв Тихон Яковлевич
- Киселёва, Нинель Степановна
- Кисунько, Григорий Васильевич
- Кичиев, Джума
- Клайс, Юхан Эдуардович
- Клаусон Вальтер Иванович
- Клепиков Михаил Иванович
- Клименко Иван Ефимович
- Климов, Александр Петрович
- Климов, Борис Николаевич
- Климченко, Евгений Иванович
- Клычев, Анна-Мухамед
- Клюев, Виктор Владимирович
- Князев Филипп Кириллович
- Кобахия, Валериан Османович
- Кобыльчак, Михаил Митрофанович
- Ковалевская, Раиса Алексеевна
- Коваленко Александр Власович
- Коваленко, Нина Фёдоровна
- Коваль, Александр Матвеевич
- Коваль, Иван Григорьевич
- Кованов Павел Васильевич
- Ковбасюк, Мария Семёновна
- Ковшутин, Василий Иванович
- Коерков, Иннокентий Иннокентьевич
- Кожахметова, Бибигуль
- Кожевников Вадим Михайлович
- Кожевников Евгений Фёдорович
- Кожин, Сергей Фёдорович
- Кожина, Валентина Кузьминична
- Козеева, Екатерина Алексеевна
- Козлов Николай Тимофеевич
- Козлов, Сергей Васильевич
- Козырь, Иван Логвинович
- Козырь Павел Пантелеевич
- Кокарев Александр Акимович
- Колесников, Владислав Григорьевич
- Коломбет, Алексей Яковлевич
- Коломиец, Зинаида Васильевна
- Коломойченко, Владимир Остапович
- Колосов, Александр Зиновьевич
- Колчина, Любовь Николаевна
- Комаров, Александр Васильевич
- Комаров, Лев Николаевич
- Комаровский, Александр Николаевич
- Кондратюк, Мария Яковлевна
- Конев Иван Степанович
- Коновалов Николай Леонтьевич
- Коновалов Николай Семёнович
- Конокпоева, Валентина Степановна
- Кононенко, Вера Константиновна
- Коноплёв Борис Всеволодович
- Конотоп Василий Иванович
- Кооп, Арнольд Викторович
- Копелев, Владимир Ефимович
- Корнейчук Александр Евдокимович
- Коробейникова, Раиса Никоновна
- Коробов, Леонид Ильич
- Коробова, Тамара Георгиевна
- Коровина, Екатерина Алексеевна
- Коровкин, Николай Григорьевич
- Коротина, Екатерина Александровна
- Коротков Борис Фёдорович
- Кортунов Алексей Кириллович
- Коршунов, Сергей Павлович
- Корытков Николай Гаврилович
- Кос, Анатолий Осипович
- Коспанов, Шапет Коспанович
- Костандов Леонид Аркадьевич
- Костенко, Павел Фёдорович
- Костина, Алина Ивановна
- Костина, Валентина Ивановна
- Костоусов Анатолий Иванович
- Косыгин Алексей Николаевич
- Кохонов, Филипп Лаврентьевич
- Кочеткова, Антонина Ивановна
- Кочетов Андрей Алексеевич
- Кочиева, Екатерина Григорьевна
- Кочинян Антон Ервандович
- Кочубаев, Тойчи Тагаевич
- Кочубей Антон Самойлович
- Кошева, Зинаида Ивановна
- Кравченко, Алла Александровна
- Красильников, Виталий Сергеевич
- Краснобаев, Нил Иванович
- Крахмалёв Михаил Константинович
- Кривко, Алексей Григорьевич
- Криулин Глеб Александрович
- Кришталевич, Ульяна Феоктистовна
- Кружаев, Александр Никитович
- Кружков, Виктор Иванович
- Крупнова Валентина Ивановна
- Крутин, Владимир Михайлович
- Кручина Николай Ефимович
- Крылов, Гурий Петрович
- Крылов, Николай Иванович
- Куделина, Тамара Фёдоровна
- Кудратов, Шаймардан
- Кудря, Анна Степановна
- Кудрявцев, Владимир Леонтьевич
- Кудряшёв, Алексей Павлович
- Кузнецов, Анатолий Алексеевич
- Кузнецов Василий Васильевич
- Кузнецов, Василий Дмитриевич
- Кулаков Фёдор Давыдович
- Кулатов Турабай Кулатович
- Кулиджанов Лев Александрович
- Кулиев, Ильяс Бархудар оглы
- Кулиева, Захра Таир кызы
- Кулиева, Самая Гани кызы
- Куликов Виктор Георгиевич
- Куликов Яков Павлович
- Куличенко Леонид Сергеевич
- Куличкова, Лидия Степановна
- Кунаев Динмухамед Ахмедович
- Кунаев, Пётр Фомич
- Кунарбаева, Фарзана
- Купалёнок, Фёдор Степанович
- Куприянова, Нина Петровна
- Курбаналиева, Руза Яралиевна
- Курбанбаева, Урингуль
- Курбанов Рахманкул
- Курбанов, Хемра
- Курбонова, Гулхоним
- Куркоткин Семён Константинович
- Куров, Николай Дмитриевич
- Курочкин Николай Иванович
- Кутахов Павел Степанович
- Куускла, Мати Эвальдович
- Куцевол Василий Степанович
- Кучкарова, Роза Аллаяровна
- Кушнирёк, Анна Васильевна
- Кушхов Кишука Сагидович
- Кыллер, Альвар-Густав Эрнстович
- Кэбин Иван Густавович
- Кютт, Хелле Эльмаровна
- Кязумова, Шафига Гамид кызы
- Кярсна, Александр Августович

## Л
- Лаврентьев, Михаил Алексеевич
- Лазебный, Николай Семёнович
- Лакавичюс, Драсутис Стасевич
- Ланкинен, Юлия Ивановна
- Лапин, Василий Васильевич
- Лапин, Сергей Георгиевич
- Лаптандер, Тэмня Яптокович
- Ларикова, Валентина Михайловна
- Лашкарашвили, Тамара Васильевна
- Лащенко, Пётр Николаевич
- Лебедева, Ирина Семёновна
- Леванова, Клавдия Григорьевна
- Левко, Александра Ивановна
- Лёгких, Юрий Григорьевич
- Леин, Вольдемар Петрович
- Лейшис, Юлионас Пятрович
- Лёнин, Александр Васильевич
- Ленчовская, Мелания Михайловна
- Леньшина, Людмила Николаевна
- Леонов, Павел Артёмович
- Леонович, Борис Николаевич
- Леонтьева, Клавдия Егоровна
- Лесечко, Михаил Авксентьевич
- Ливенцов, Василий Андреевич
- Лигачёв, Егор Кузьмич
- Лиив, Элле Григорьевна
- Лиивак, Айн Рурихович
- Линно, Майла Вольдемаровна
- Липатов, Леонид Петрович
- Лисник, Юлиян Васильевич
- Литвинова, Зинаида Андреевна
- Лихобабина, Галина Константиновна
- Личук, Юстын Тодорович
- Лобанов, Александр Матвеевич
- Лобанов, Павел Павлович
- Лобанок, Владимир Елисеевич
- Лобов, Семён Михайлович
- Логинов, Василий Григорьевич
- Лолашвили, Отари Ильич
- Ломакин Виктор Павлович
- Ломако Илья Павлович
- Ломако Пётр Фадеевич
- Ломоносов Владимир Григорьевич
- Лощенков Фёдор Иванович
- Лукьяненко, Павел Пантелеймонович
- Лукьянова, Раиса Алексеевна
- Лутак Иван Кондратьевич
- Лысенко, Иван Петрович
- Любченко Любовь Андреевна
- Ляликова, Раиса Феофановна
- Ляшко, Александр Павлович
- Ляшко, Евгения Ивановна
- Лященко, Николай Григорьевич

## М
- Магомаев, Джамал Эддин Муслимович
- Магомедова, Париза
- Мазуров Кирилл Трофимович
- Майоров Александр Михайлович
- Майоров, Артур Петрович
- Макаджанова, Дариха Валиевна
- Маканаева, Римма Магометовна
- Макаров Александр Максимович
- Макеев Виктор Петрович
- Маковецкий, Дмитрий Михайлович
- Максимов Николай Иванович
- Малеев, Владимир Михайлович
- Малеев Георгий Васильевич
- Малзуров, Дагба Онгорович
- Мальбахов Тимбора Кубатиевич
- Мальцев Евдоким Егорович
- Мамаева, Мария Яковлевна
- Мамесцарашвили, Нанули Васильевна
- Мамунц Самвел Ваниевич
- Манджиев Эрдни Чудитович
- Маницкий, Александр Алексеевич
- Манюшис Иосиф Антонович
- Манякин Сергей Иосифович
- Марданов, Равиль Сулейманович
- Марков Аркадий Терентьевич
- Марков Георгий Мокеевич
- Маркова, Нина Александровна
- Марисов Валерий Константинович
- Маркунене, Стефания Юозо
- Мартинайтис, Марионас Алексович
- Мартиросян, Мкртич Поханович
- Мартынов Николай Васильевич
- Марусяк, Александр Фёдорович
- Мархилевича, Вероника Карловна
- Марцинюк, Анна Алексеевна
- Маряхин, Сергей Степанович
- Масленников Николай Иванович
- Матвеева, Валентина Петровна
- Матджанова, Огульнияз
- Матей, Аксения Антоновна
- Маткаримов, Мадамин Маткаримович
- Матулис Юозас Юозович
- Матусевич, Мария Несторовна
- Матчанов Назар Маткаримович
- Махремов, Джумакулы
- Мацегорова, Мария Петровна
- Мацкевич Владимир Владимирович
- Мацкявичюс, Казимерас Юозович
- Машеров Пётр Миронович
- Машкин, Николай Михайлович
- Медунов Сергей Фёдорович
- Мелентьев Лев Александрович
- Мелкумян, Гурген Аллахвердович
- Мельков, Юрий Дмитриевич
- Мельников, Леонид Георгиевич
- Мендуме Михаил Клаевич
- Метельская, Ираида Семёновна
- Мешков Фёдор Степанович
- Мжаванадзе Василий Павлович
- Миглан, Леонтина Францевна
- Микаелян Сергей Абгарович
- Микоян Анастас Иванович
- Микоян Артём Иванович
- Микулич Владимир Андреевич
- Микулович Иван Фёдорович
- Мингазеев, Ибрагим Зарифович
- Минина, Фаина Матвеевна
- Мирошникова, Анна Яковлевна
- Мирошниченко, Григорий Константинович
- Мирошниченко Николай Михайлович
- Митрин, Евгений Тимофеевич
- Михайлин Владимир Васильевич
- Михайлова, Валентина Сергеевна
- Михайловский, Иван Алексеевич
- Михалков Сергей Владимирович
- Михеева, Лидия Ивановна
- Михель, Марфа Яковлевна
- Мишин, Пётр Павлович
- Младшова, Зоя Васильевна
- Мовсесян, Сурен Амбарцумович
- Модогоев Андрей Урупхеевич
- Мозговой, Василий Федотович
- Мозговой Иван Алексеевич
- Моисеенкова, Таисия Алексеевна
- Молчанинов Иван Ильич
- Монастыршина, Валентина Никодимовна
- Монахова, Александра Никитична
- Моргун Фёдор Трофимович
- Морозов Иван Павлович
- Морозов Николай Ефимович
- Морозова, Александра Антоновна
- Морозова, Анна Васильевна
- Морозова, Евгения Алексеевна
- Мосашвили, Теймураз Ильич
- Москаленко, Екатерина Петровна
- Москаленко Кирилл Семёнович
- Мосолов, Михаил Герасимович
- Мотуз, Галина Федосеевна
- Мохань, Антонина Ивановна
- Моцак Григорий Иванович
- Мочалин Фёдор Иванович
- Мужицкий Александр Михайлович
- Мукажанова, Нагимаш
- Мукашев Саламат Мукашевич
- Мунхалов Афанасий Петрович
- Муравленко Виктор Иванович
- Муравьёв, Василий Иванович
- Мурадов Нуритдин Мурадович
- Мурадова Сона
- Мурадян Бадал Амаякович
- Мурадян, Егиш Ашотович
- Мурадян Мурад Оганесович
- Муракаева, Людмила Игнатьевна
- Муртазаев Каюм Муртазаевич
- Мусаев, Фуруддун Ибрагим оглы
- Мусаева, Тамара
- Мусаханов, Мирзамахмуд Мирзарахманович
- Мусиенко, Иван Данилович
- Мусин Рашид Мусинович
- Муслимов, Каримджан
- Мусхелишвили Николай Иванович
- Мухамедов, Ибрагим Файзиевич
- Мухамедова, Огульнабат Курбановна
- Мчедлишвили, Мери Георгиевна
- Мыльникова, Надежда Петровна
- Мындряну, Степан Богослович
- Мюрисепп Алексей Александрович

## Н
- Набиев, Юсиф Мустафа оглы
- Наботова, Зульфи
- Назаренко, Владимир Павлович
- Наливайко, Владимир Михайлович
- Нарбутаева, Тулган
- Насиров, Кассир Сафарович
- Насриддинова, Ядгар Садыковна
- Наукенов, Карим Шарипович
- Начкебия, Маквала Мелитоновна
- Ненахов, Виктор Алексеевич
- Непорожний, Пётр Степанович
- Нерсесян, Мкртич Гегамович
- Нестерова, Галина Тимофеевна
- Нечаев, Борис Николаевич
- Нигматуллина Фира Гарифовна
- Никитин, Геннадий Михайлович
- Никитина, Тамара Васильевна
- Никитченко Виталий Федотович
- Никифорова, Антонина Ивановна
- Николаев Константин Кузьмич
- Николаева, Анна Емельяновна
- Николаева, Татьяна Николаевна
- Николаева-Терешкова Валентина Владимировна
- Николаишвили, Светлана Лаврентьевна
- Николашина, Мария Михайловна
- Никонов Виктор Петрович
- Никонова, Галина Ивановна
- Ниязбеков Сабир Билялович
- Новгородова Екатерина Иннокентьевна
- Новиков, Владимир Гаврилович
- Новиков Владимир Николаевич
- Новиков Игнатий Трофимович
- Новосёлов Ефим Степанович
- Новрузов, Севиндик Ахмед оглы
- Новрузова, Гюлушан Гариб кызы
- Ногоева, Саадат
- Норкузиева, Иджобат
- Нугманов, Камиль (Яшен)
- Нуждина, Александра Васильевна
- Нуриев, Аразмамед
- Нуриев Зия Нуриевич

## О
- Обатуров Геннадий Иванович
- Оберемок, Тамара Николаевна
- Оболадзе, Грузо Иванович
- Овезова, Аннагозель
- Овечкин, Иван Павлович
- Оганджанян, Мушег Григорьевич
- Оганян, Сурен Хоренович
- Огарков Николай Васильевич
- Огаркова, Инна Васильевна
- Одинаев, Тоир
- Однобокова, Алевтина Семёновна
- Озерова, Нина Даниловна
- Озерова, Татьяна Владимировна
- Оксененко, Мария Максимовна
- Окунев, Василий Васильевич
- Олешко, Анна Сергеевна
- Олифиров, Фёдор Акимович
- Омаров, Тельман
- Омарова, Каншаим
- Оной, Филипп Григорьевич
- Оппаева, Анна Манджиевна
- Оразмухамедов, Ораз Назарович
- Оразмухаммедова, Шекер
- Органов, Николай Николаевич
- Орешков, Василий Филиппович
- Орлов Владимир Павлович
- Орлов Михаил Анатольевич
- Орлова, Галина Сергеевна
- Орлова, Лидия Александровна
- Осётров Тимофей Николаевич
- Осиюк Лидия Ивановна
- Осмонкулов, Биримкул
- Осокина, Галина Николаевна
- Охотников, Евгений Павлович
- Оюн, Марат-оол Талай

## П
- Павлов, Владимир Яковлевич
- Павлов Георгий Сергеевич
- Павлов Григорий Петрович
- Павлова, Нина Степановна
- Павловский Иван Григорьевич
- Павлюк, Вера Петровна
- Падурарь, Наталья Петровна
- Пакуро, Мария Сергеевна
- Палецкис Юстас Игнович
- Панин, Фёдор Иванович
- Панова, Капиталина Сергеевна
- Панфилов Михаил Панфилович
- Папидзе, Василий Константинович
- Папугина, Валентина Михайловна
- Папутин, Виктор Семёнович
- Паршиков, Алексей Михайлович
- Пасичник, Иван Никитович
- Паскарь Пётр Андреевич
- Пастухов Борис Николаевич
- Патоличев Николай Семёнович
- Патон Борис Евгеньевич
- Пахомова, Анна Андреевна
- Пашкина, Ида Ивановна
- Пашов Михаил Васильевич
- Пеллер Владимир Израйлевич
- Пельше Арвид Янович
- Перевязко, Василий Степанович
- Пересунько, Галина Петровна
- Пермякова, Зинаида Ивановна
- Пертель, Аксель Гугович
- Петлёванная, Станислава Андреевна
- Петрайтите, Дануте Юозо
- Петрина, Тамара Григорьевна
- Петрищев Алексей Георгиевич
- Петров, Анатолий Михайлович
- Петров, Евгений Михайлович
- Петрова, Мария Григорьевна
- Петровский Борис Васильевич
- Петровский, Иван Георгиевич
- Петросян, Роза Тархановна
- Петрулис, Наполеонас Ионович
- Петухов Борис Фёдорович
- Петухов, Григорий Фёдорович
- Печатнов, Игорь Георгиевич
- Пивоваров, Николай Буинович
- Пийритс, Хельдур Александрович
- Пилотович Станислав Антонович
- Пилюгин Николай Алексеевич
- Пимашкина, Екатерина Павловна
- Пименов, Пётр Тимофеевич
- Питра, Юрий Юрьевич
- Плауде, Карл Карлович
- Плахина Антонида Семёновна
- Погребняк, Яков Петрович
- Подгаев Григорий Ефимович
- Подгорный Николай Викторович
- Поздеев, Борис Захарович
- Покотилов, Анатолий Павлович
- Покрышкин Александр Иванович
- Полатайло Екатерина Алексеевна
- Поливко, Иван Андреевич
- Поликарпов, Михаил Васильевич
- Половых, Раиса Трофимовна
- Полозов Николай Никифорович
- Полосин, Александр Васильевич
- Поляков Иван Евтеевич
- Полянский Дмитрий Степанович
- Пономарёв Борис Николаевич
- Пономарёв Михаил Александрович
- Попов Борис Вениаминович
- Попов, Василий Дмитриевич
- Попов, Георгий Иванович
- Попова, Надежда Васильевна
- Попова Нина Васильевна
- Пориете, Лидия Язеповна
- Посмитный, Макар Анисимович
- Посохин Михаил Васильевич
- Постников, Василий Дмитриевич
- Постнов, Михаил Иванович
- Праслов, Пётр Иванович
- Привалова, Валентина Фёдоровна
- Приезжев Николай Семёнович
- Притыцкий, Сергей Осипович
- Продунова, Лидия Александровна
- Прокоп, Георгий Афтеневич
- Прокофьев Михаил Алексеевич
- Промыслов Владимир Фёдорович
- Протазанов Александр Константинович
- Прохоров Василий Ильич
- Прочан, Таиса Васильевна
- Пруидзе, Реваз Яковлевич
- Псурцев Николай Демьянович
- Пугач, Сергей Михайлович
- Пулатов, Насриддин
- Пулатов, Сайфулло
- Пульникова, Светлана Степановна
- Пуртов, Михаил Николаевич
- Пухова Зоя Павловна
- Пыдер, Линда Яановна
- Пяткова, Галина Владимировна

## Р
- Разборский, Александр Андреевич
- Разяпов, Шифа Гарифуллинович
- Раматов, Зарип
- Раратюк, Галина Павловна
- Расулов Джабар Расулович
- Расулов Салих Рашидович
- Рафальский, Василий Иванович
- Рафиков, Сагид Рауфович
- Рахаев, Адрах Мусаевич
- Рахимов, Бекташ Рахимович
- Рашидов, Шараф Рашидович
- Рашкулев, Дмитрий Харлампьевич
- Ребров, Сергей Иванович
- Решетникова, Людмила Ивановна
- Риваре, Моника Альбертовна
- Ризоев, Мирзоали
- Римджюте, Алдона Владо
- Римицене, Моника Антоновна
- Родионов, Владимир Яковлевич
- Родионов Николай Николаевич
- Родионов, Пётр Александрович
- Розенко, Пётр Акимович
- Розефелд, Август Петрович
- Романов Алексей Владимирович
- Романов, Владимир Павлович
- Романов, Григорий Васильевич
- Романов, Николай Николаевич
- Рубен Виталий Петрович
- Рубэн, Юрий Янович
- Руденко, Роман Андреевич
- Руднев Константин Николаевич
- Рунце, Мара Петровна
- Русаков Константин Викторович
- Русакова, Альбина Николаевна
- Рыженков, Николай Георгиевич
- Рыков Василий Назарович
- Рысмамбетова, Умуткер
- Рябиков, Василий Михайлович
- Рябов, Виктор Андреевич
- Рябов, Евгений Васильевич
- Рябчикова, Мария Ивановна
- Ряскина, Екатерина Ивановна

## С
- Сабанов, Станислав Бесланович
- Сабкалова, Таисия Васильевна
- Савзиева, Нигар
- Савинкин, Николай Иванович
- Садвакасов, Бименде Садвакасович
- Садриддинов, Талбак
- Садыгова, Фатьма Абгедир кызы
- Садыков Абид
- Садыков, Ибрагим Валеевич
- Сазонов, Иван Фёдорович
- Сайкин, Семён Фёдорович
- Сакания, Ева Тарасовна
- Салахов, Таир Теймур оглы
- Салиев, Мамасадик
- Салиева, Батыш
- Салманов Григорий Иванович
- Саматов Абдугафур
- Самедов Кудрат Ашур оглы
- Самсонов, Иван Михайлович
- Самцова, Раиса Семёновна
- Сапоцкая, Нина Филипповна
- Саралидзе, Зураб Георгиевич
- Сариков, Сатвалди
- Саттарова, Турдихан
- Саурбаев Куандык Абикенович
- Сафарян, Лена Аристаковна
- Сафолов, Абдурахмон
- Сафьянова, Агния Ильинична
- Свешников Мефодий Наумович
- Свиридова, Зинаида Игнатьевна
- Селецкий, Георгий Андреевич
- Селин, Николай Васильевич
- Семёнов Иван Михайлович
- Сендажи, Сергей Балбырович
- Сенькин Иван Ильич
- Сербин Иван Дмитриевич
- Сербин, Лидия Спиридоновна
- Сергеев, Иннокентий Шипхинеевич
- Сергеева, Александра Егоровна
- Серикова, Галина Анатольевна
- Серкова, Александра Сергеевна
- Сивергин, Алексей Модестович
- Сидоренко Александр Васильевич
- Сидоренко, Анна Васильевна
- Сидоренко, Сергей Степанович
- Сидоров, Юрий Климентьевич
- Сидорович, Иван Романович
- Сизов Александр Александрович
- Сизов Геннадий Фёдорович
- Сизов, Павел Константинович
- Сикорский, Владимир Иосифович
- Сильченко Николай Кузьмич
- Синельникова, Зинаида Петровна
- Синицын Иван Флегонтович
- Сирабидзе, Нази Хусейновна
- Сирлибекова, Кульжамал
- Сирож, Иван Дмитриевич
- Ситнин Владимир Ксенофонтович
- Сиюткина, Анна Васильевна
- Сияпаров, Шогунбек
- Скачков Семён Андреевич
- Скворцов Иван Фёдорович
- Скляренко, Лидия Андреевна
- Скляренко, Наталья Константиновна
- Склярова, Раиса Степановна
- Скобельцын Дмитрий Владимирович
- Скоморохов Николай Михайлович
- Скочилов Анатолий Андрианович
- Скулков Игорь Петрович
- Скурко Евгений Иванович (Максим Танк)
- Скучка, Ирина Михайловна
- Славский Ефим Павлович
- Смалий, Валентина Ивановна
- Смирнов Александр Иванович
- Смирнов Александр Николаевич
- Смирнов Леонид Васильевич
- Смирнов Николай Иванович
- Смирнова Вера Ивановна
- Смиртюков Михаил Сергеевич
- Смолина, Маргарита Ивановна
- Смолянинов, Василий Иванович
- Снечкус Антанас Юозович
- Соболев Леонид Сергеевич
- Соболь Николай Александрович
- Соич Олег Владиславович
- Соколов, Валентин Владимирович
- Соколов, Сергей Леонидович
- Соколов Тихон Иванович
- Соколова, Любовь Тимофеевна
- Сокурашвили, Руизани Алексеевна
- Солдатов Лев Леонидович
- Соловых, Александр Павлович
- Соловьёв, Иван Никифорович
- Соловьёв Павел Александрович
- Соловьёва, Нина Васильевна
- Солодовник, Анна Ивановна
- Солодухин, Леонид Васильевич
- Соломенцев, Михаил Сергеевич
- Солтанова, Гюльбика Нусрат кызы
- Сорокина, Вера Ивановна
- Сотниченко, Виктор Александрович
- Сочнев, Александр Иванович
- Спандерашвили, Михаил Павлович
- Спеканова, Нина Спиридоновна
- Спиридонов, Иван Васильевич
- Спиридонова, Роза Константиновна
- Спирина, Екатерина Фёдоровна
- Станиславский, Пётр Михайлович
- Старовойтов, Василий Константинович
- Старовский, Владимир Никонович
- Стасишкене, Вида Юозо
- Стеблянко Василий Григорьевич
- Стельмах, Михаил Афанасьевич
- Стенько, Григорий Терентьевич
- Степанова, Римма Алексеевна
- Степаньков, Михаил Владимирович
- Степченко, Владимир Афанасьевич
- Стецко Василий Иванович
- Страутманис, Пётр Якубович
- Страхов, Владислав Иванович
- Стрельченко, Иван Иванович
- Струев, Александр Иванович
- Стугин, Юрий Иванович
- Стуруа, Вахтанг Васильевич
- Судрабкалнс, Арвид Карлович
- Сулайманова Кульсара
- Сулейманова, Камар Ханум Мирзаага кызы
- Султанова, Тухтахон
- Сурганов, Фёдор Анисимович
- Сурков, Алексей Александрович
- Суслов, Михаил Андреевич
- Сусунян, Асмик Мнацакановна
- Сухой, Павел Осипович
- Сухорукова, Мария Гавриловна
- Суюмбаев Ахматбек Суттубаевич
- Сыромятников, Николай Иванович
- Сырчина, Любовь Евгеньевна
- Сысоев, Виктор Сергеевич
- Сяглов, Виктор Семёнович

## Т
- Табеев, Фикрят Ахмеджанович
- Таваа, Севилбаа Далай-Хооевна
- Тадышева, Ольга Саватьевна
- Талыбова, Бахар Магеррам кызы
- Тамашаускас, Антанас-Альгимантас Петрович
- Таммисту, Айно-Элисе Хуговна
- Танирбергенов, Жумабай
- Танкаев, Магомед Танкаевич
- Тапилин, Александр Степанович
- Таранова, Людмила Павловна
- Тарасов Александр Михайлович
- Тарасов Николай Никифорович
- Тарасова, Лидия Фёдоровна
- Таратута Василий Николаевич
- Тарахтиенко, Лидия Николаевна
- Тарджуманян, Генрик Вартанович
- Тарчоков, Камбулат Кицуевич
- Тасанбаев Егемкул Тасанбаевич
- Татарчук Николай Фёдорович
- Татурашвили, Мери Петровна
- Таукчи, Афанасий Никодимович
- Тауринь, Гайда Карловна
- Тахумов, Борис Ибрагимович
- Ташалиев, Атаман
- Ташпулатова, Диляра
- Телепов, Михаил Семёнович
- Темирбаев, Бекжан
- Темирбаев, Мойдун
- Темурзиева, Роза Ахметовна
- Тентюк, Вера Николаевна
- Теплякова, Анастасия Михайловна
- Тер-Газарянц, Георгий Арташесович
- Терентьева, Заря Фёдоровна
- Терёхин, Юрий Васильевич
- Терехов Константин Павлович
- Тешеев, Сайдила
- Тимофеев Николай Владимирович
- Титаренко, Алексей Антонович
- Титов, Виталий Николаевич
- Титова, Галина Мироновна
- Титяков, Михаил Андреевич
- Тихонов, Анатолий Дмитриевич
- Тихонов, Николай Александрович
- Тихонов, Николай Семёнович
- Тихонова, Роза Тихоновна
- Ткачук, Григорий Иванович
- Товстоногов, Георгий Александрович
- Тока Салчак Калбакхорекович
- Токарев, Александр Максимович
- Толасов, Борис Константинович
- Толкунов Лев Николаевич
- Толстенев, Владимир Александрович
- Толстиков, Василий Сергеевич
- Толубко, Владимир Фёдорович
- Тоотс, Райво Рейнович
- Торккели, Лео Топиасович
- Тохври, Айми Аугуст-Бернхардовна
- Трамова, Нура Ибрагимовна
- Трапезников, Сергей Павлович
- Третьяк, Иван Моисеевич
- Труфанова, Валентина Георгиевна
- Трушникова, Лидия Прокопьевна
- Тукенова, Орынбасар
- Тулебаева, Биби
- Туполев, Андрей Николаевич
- Тургалиева, Канзия Жумагалиевна
- Турсун-заде Мирзо
- Тхилаишвили, Александр Дурсунович
- Тхохова, Лилия Абдулаховна
- Тынель, Лина Григорьевна
- Тынурист, Эдгар Густавович
- Тюлюш, Валентина Одурековна
- Тюмина, Вера Степановна
- Тюникова, Вера Игнатьевна
- Тябут Дмитрий Васильевич
- Тяжельников Евгений Михайлович

## У
- Увачан Василий Николаевич
- Узденова, Валя Ильясовна
- Улизко, Василий Иванович
- Умалатов, Алипаша Джалалович
- Умалатова, Клич-хан Бахты-Гереевна
- Уманец, Николай Васильевич
- Умаров, Авалбек
- Умарова, Нури
- Умаханов Магомед-Салам Ильясович
- Умуралиев, Мукаш
- Унгарлинова, Юлда Кануровна
- Упениекс, Алфред Арнольдович
- Усманов, Гумер Исмагилович
- Усманов Саидмахмуд Ногманович
- Устинов, Дмитрий Фёдорович
- Усубалиев Турдакун Усубалиевич
- Уханов, Алексей Александрович

## Ф
- Фадеева, Елена Алексеевна
- Федин Константин Александрович
- Фёдоров, Алексей Фёдорович
- Фёдоров Виктор Степанович
- Федосеев Александр Иванович
- Федосеев Пётр Николаевич
- Федосова, Ульяна Филипповна
- Федунец, Иван Иванович
- Федюшина, Лидия Петровна
- Феоктистова, Мария Гавриловна
- Ферин, Михаил Алексеевич
- Филатов, Андрей Дмитриевич
- Филатов, Леонид Иванович
- Флорентьев, Леонид Яковлевич
- Форманюк, Александра Михайловна
- Фролов, Василий Семёнович
- Фролова, Нина Филипповна
- Фурцева, Екатерина Алексеевна

## Х
- Хабибуллин, Шахразый Шафикович
- Хайдаров, Аюб Хайдарович
- Халилов Курбан Али оглы
- Халимов, Айваз
- Харазов, Валерий Иннокентьевич
- Харитон, Юлий Борисович
- Харсеев, Михаил Илларионович
- Хатанзейский, Аркадий Петрович
- Хафизов Мидхат Габдраупович
- Хафизов Шариф Сагирович
- Хетагуров, Георгий Иванович
- Хечинашвили, Семён Николаевич
- Хитров Степан Дмитриевич
- Ходжаев Асадилла Ашрапович
- Ходжиев, Рифъат
- Ходжиева, Алтын
- Холов, Махмадула
- Хомуло, Михаил Григорьевич
- Хомушку, Кувискал Сумбуевна
- Хоротенко, Валентин Васильевич
- Хортюк, Евгения Ефимовна
- Хренников, Тихон Николаевич
- Христич, Николай Фёдорович
- Христюк, Галина Фёдоровна
- Худайбергенов, Мадьяр
- Худоев, Саттор
- Худосовцев, Николай Михайлович
- Хурсан, Василий Николаевич

## Ц
- Цаболов, Ибрагим Андреевич
- Цвигун, Семён Кузьмич
- Цецегов, Сергей Степанович
- Циба, Анатолий Астамурович
- Цинаридзе, Мери Сулеймановна
- Цуканов, Георгий Эммануилович
- Цыбикжапов, Дондок Юмажапович
- Цыбулько, Владимир Михайлович
- Цыренов, Бадма Цыренович

## Ч
- Чайкина, Елена Григорьевна
- Чакир, Яков Миронович
- Чаковский, Александр Борисович
- Чебан, Иван Константинович
- Чепене, Янина Ионо
- Черватюк, Иван Васильевич
- Чердинцев, Василий Макарович
- Черечон, Александра Ивановна
- Черненко, Константин Устинович
- Чернов, Михаил Михайлович
- Чернова, Елена Григорьевна
- Чёрный Алексей Клементьевич
- Чёрный Василий Ильич
- Чернышёв, Георгий Дмитриевич
- Черняев, Лев Николаевич
- Черский, Николай Васильевич
- Четкаускайте, Пранцишка Пятровна
- Чехонин Павел Михайлович
- Чеченя, Леонид Степанович
- Чилиев, Алихан Хусаинович
- Чиракова, Зохра Ахмед кызы
- Чирков, Владимир Иванович
- Чиряев Гавриил Иосифович
- Чистякова, Галина Викторовна
- Чичельникова, Мария Ивановна
- Чкония, Бахва Шалвович
- Чубаров, Анатолий Петрович
- Чугунов Иван Иванович
- Чуев, Алексей Васильевич
- Чуев, Фёдор Андреевич
- Чуева, Ольга Павловна
- Чуйков Василий Иванович

## Ш
- Шабасанов, Махтум Кули Караевич
- Шавров, Иван Егорович
- Шайдуров Сергей Афанасьевич
- Шакиров Мидхат Закирович
- Шаманян, Тереза Егоровна
- Шамилева, Зина Межидовна
- Шамота, Николай Захарович
- Шамсудинов Фахредин Шамсудинович
- Шаньков, Иван Тимофеевич
- Шарапов Василий Иванович
- Шатилова, Тия Яновна
- Шауро Василий Филимонович
- Шаханов, Роман Николаевич
- Шашин, Валентин Дмитриевич
- Шевченко, Александр Митрофанович
- Шевченко Владимир Васильевич
- Шевченко, Лидия Ивановна
- Шелепин, Александр Николаевич
- Шелест, Пётр Ефимович
- Шестухина, Вера Семёновна
- Шехов, Назар
- Шештакаускене, Станислава Миколовна
- Шибаев Алексей Иванович
- Шибалов, Александр Никонорович
- Шидла, Романас Эдвардо
- Шидлаускас, Пятрас Юозович
- Шилейкис, Пятрас Петрович
- Шитиков Алексей Павлович
- Школьная, Людмила Афанасьевна
- Школьников Алексей Михайлович
- Шовхиев, Бабашер
- Шокин, Александр Иванович
- Шолохов, Михаил Александрович
- Шостакович, Дмитрий Дмитриевич
- Шох, Иван Дмитриевич
- Штанько, Валентина Григорьевна
- Шулимова, Александра Андреевна
- Шумаков, Илья Яковлевич
- Шумаускас Мотеюс Юозович
- Шурбин, Иван Ильич
- Шурупов, Александр Георгиевич

## Щ
- Щеглов, Афанасий Фёдорович
- Щекутева, Екатерина Андреевна
- Щёлоков, Николай Анисимович
- Щербаков, Виктор Васильевич
- Щербаков, Павел Николаевич
- Щербакова, Галина Александровна
- Щербина Борис Евдокимович
- Щербицкий, Владимир Васильевич
- Щеулов, Василий Петрович
- Щулепова, Мария Ильинична
- Щурина, Надежда Михайловна

## Ы
- Ыиге, Калью Херманович

## Э
- Эминов, Мир Гамза Мир Гасан оглы
- Энните, Аусма Карловна
- Эреге, Серин-оол Хертекович

## Ю
- Юдин, Пётр Иванович
- Юлдашева, Назира
- Юмагузин, Яхия Сафиуллович
- Юнак Иван Харитонович
- Юргайлитите, Эляна Антано
- Юрина Клавдия Ильинична
- Юров, Василий Дмитриевич
- Юров, Ян Донатович
- Ющенко, Александр Николаевич

## Я
- Ядрошникова, Раиса Николаевна
- Яковлев, Александр Сергеевич
- Яковлев, Владимир Ефимович
- Яковлева, Зоя Ивановна
- Якубовский, Иван Игнатьевич
- Якубовский, Фуад Борисович
- Янгель, Михаил Кузьмич
- Янчевский, Станислав Михайлович
- Янышин, Стефания Андреевна
- Ярковой, Иван Мефодиевич
- Яснов, Михаил Алексеевич
- Яхин, Фазылгаян Фаткулбаянович
- Яцкевич, Зинаида Фёдоровна